# Del Rey Manga
Del Rey Manga (яп. デルレイ) — импринт Del Rey Books, дочерней компании издательства Ballantine Books, принадлежащего Random House. Был создан для поддержания международных отношений с японским издательством Коданся. Некоторые из произведений, издаваемых Del Rey Books, например, Tsubasa: Reservoir Chronicle и xxxHolic, также издавались в Великобритании издательством Tanoshimi.
4 октября 2010 года Коданся и Random House объявили о том, что, начиная с 1 декабря 2010 года, издательством всей манги Del Rey Manga будет заниматься американское отделение издательства Коданся. Реализацией издаваемой манги занимается Random House.

## Издаваемая манга

### 2004 год
В мае 2004 года Del Rey Manga издала 4 манги:
- Mobile Suit Gundam SEED (Масацугу Ивасэ)
- Negima!: Magister Negi Magi (Кэн Акамацу)
- Tsubasa: Reservoir Chronicle (CLAMP)
- xxxHolic (CLAMP)

В дальнейшем список изданной ими манги пополнился:
- A Perfect Day for Love Letters (Джордж Асакура)
- Air Gear (Oh! great)
- Alive: The Final Evolution (Тадаси Кавасима и Адатитока)
- Dragon Eye (Каири Фудзияма)
- ES (Eternal Sabbath) (Фуюми Сорё)
- Fairy Tail (Хиро Масима)
- Free Collars Kingdom (Такуя Фудзима)
- Gacha Gacha (Хироюки Тамакоси)
- Gacha Gacha: The Next Revolution (Хироюки Тамакоси)
- Gakuen Prince (Дзюн Юзуки)
- Gankutsuou: The Count of Monte Cristo
- Genshiken (Симоку Кио)
- Ghost Hunt (Сихо Инада и Фуюми Оно)
- Guru Guru Pon-Chan (Сатоми Икезава)
- Haridama Magic Cram School (Ацуси Сузуми)
- Hell Girl (Миюки Это)
- Kagetora Акира Сегами
- Kamichama Karin Chu Когэ-Донбо
- Kasumi (манга) (Сурт Лим и Хирофуми Сугимото)
- Kitchen Princess (Миюки Кобаяси и Нацуми Андо)
- Kujibiki Unbalance (Кио Симоку и Коумэ Кэйто)
- Kurogane (Кэй Тоумэ)
- Le Chevalier DEon (Тов Убуката и Кирико Юмедзи)
- Love Roma (Минору Тоёда)
- Mamotte! Lollipop (Митиё Кикута)
- Mao-Chan (Кэн Акамацу и RAN)
- Me and the Devil Blues (Акира Хирамото)
- Mermaid Melody Pichi Pichi Pitch (Митико Ёкотэ и Пинк Ханомори)
- Minima! (Матико Сакурай)
- Mobile Suit Gundam SEED Destiny (Масацуга Ивасэ)
- Moyasimon: Tales of Agriculture (Масаюки Исикава)
- Mushishi (Юки Урусибара)
- My Heavenly Hockey Club (Аи Моринага)
- Negima! Neo (Кэн Акамацу и Такуя Фудзияма)
- Nodame Cantabile (Томоко Ниномия)
- Othello (Сатоми Икэзава)
- Papillon (Мива Уэда)
- Parasyte (Хитоси Ивааки)
- Pastel (Тосихико Кобаяси)
- Princess Resurrection (Ясунори Мицунага)
- Psycho Busters (Тадаси Аги и Акинари Нао)
- Pumpkin Scissors (Рёутароу Иванага)
- Q·Ko-Chan: The Earth Invader Girl (Хадзимэ Уэда)
- Rave Master
- Samurai 7
- Sayonara Zetsubou-Sensei (Кодзи Кумэта)
- School Rumble (Дзин Кобаяси)
- Shiki Tsukai (To-Ru Zekuu)
- Shugo Chara! (Peach-Pit)
- Sugar Sugar Rune (Моёко Анно)
- Train Man
- The Wallflower (Томоко Хаякава)
- Phoenix Wright: Ace Attorney
- Yokaiden (Нина Мацумото)
- Yozakura Quartet (Сузухито Ясуда)

### 2005 год
В начале декабря 2005 года Del Rey Manga объявляет о выпуске манги, ориентированной на более взрослых читателей:
- Василиск (аниме и манга) — (Футаро Ямада и Масаки Сэгава)
- The Yagyu Ninja Scrolls (Масаки Сэгава)
- Suzuka (Коудзи Сэо)

### ОАМ
Также Del Rey Manga выпустила следующие ОАМ:
- Avril Lavigne’s Make 5 Wishes
- Бакуган
- Бен 10: Инопланетная сила
- In Odd We Trust
- Yōkaiden
- King of RPGs

### Marvel
На аниме-фестивале в Нью-Йорке в 2007 году Del Rey Manga объявили о сотрудничестве с Marvel Comics и совместном выпуске комиксов:
- Wolverine: Prodigal Son (Энтони Джонстон и Уилсон Тортоса)
- X-Men: Misfits (Дейв Роман и Anzu)